# Marie-Castille Mention-Schaar

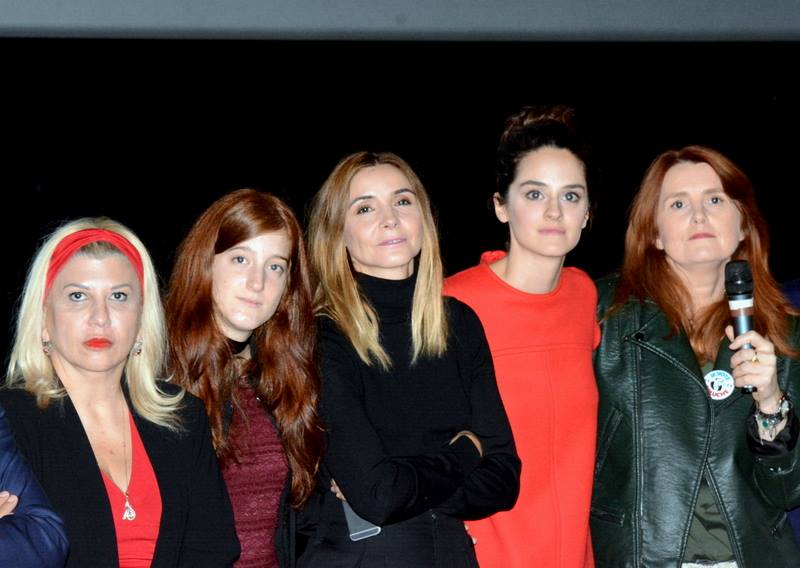
Dounia Bouzar, Naomi Amarger, Clotilde Courau, Noémie Merlant y Marie-Castille Mention-Schaaren el preestreno de "Le Ciel attendra".

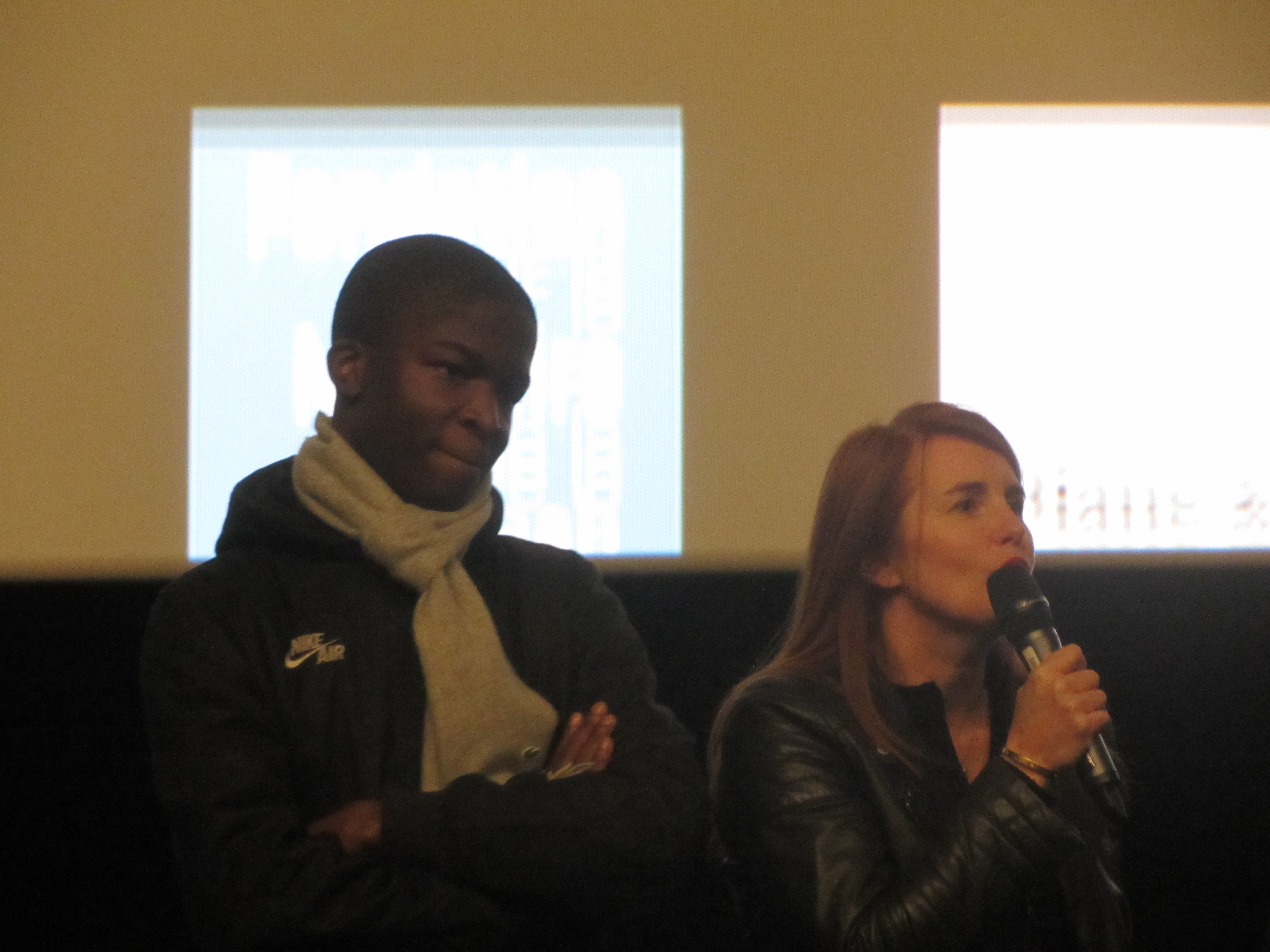
Marie-Castille Mention-Schaar y Stéphane Bak en el preestreno de Les Heritiers.

Marie-Castille Mention-Schaar (26 de enero de 1963) es una directora, productora, escritora y experiodista francesa.  Dirigió entre otras Le ciel attendra (El cielo esperará), un largometraje sobre la radicalización islamista, La profesora de historia sobre el respeto entre culturas y religiones y A Good Man sobre un hombre transgénero.

## Biografía
Después de estudiar periodismo, Marie-Castille Mention-Schaar se fue a Estados Unidos para trabajar como periodista en medios como The Hollywood Reporter y posteriormente accedió a cargos de consultoría y producción para compañías como la National Film Board del Canadá o Columbia Pictures. Cuando regresó a Francia en la década de 1990, se inició en la industria cinematográfica como asistente de producción en la película Golden Boy.
Fundó con Pierre Kubel la productora Friday Films; luego, en 1998, Loma Nasha Films. En 2003, produjo su primera película Monsieur N.
En la segunda mitad de la década de 2000, coescribió con Lucien Jean-Baptiste la comedia La Première Étoile que reunió a un millón de espectadores en los cines. En 2012 dirigió su primera película. Se inspiró en su primera gran historia de amor, para escribir lo que se convertiría en My First Time, una película pensada como un homenaje al padre de su hija, ahora fallecida. En 2016 filmó Le ciel attendra sobre un tema más delicado, el de la captación de mujeres jóvenes.
En el 2019 dirigió A Good Man, una película sobre la historia de un hombre trans que dará a luz a un bebé; el papel lo interpreta la actriz Noémie Merlant. La película fue seleccionada en El Festival Internacional de Cine de Cannes 2020.

## Filmografía

### Directora
- 2012: Ma première fois
- 2012: Bowling
- 2014: Les Héritiers[12]
- 2016:Le ciel attendra
- 2018: La Fête des mères
- 2020: A Good Man

### Guionista
- 2009: La Première Étoile (con Lucien Jean-Baptiste)
- 2012: Ma première fois
- 2012: Bowling
- 2014: Les Héritiers
- 2016: Le ciel attendra
- 2017: La Deuxième Étoile (con Lucien Jean-Baptiste)
- 2018: La Fête des mères
- 2020: A Good Man

### Premios
- Festival de cine de San Luis 2015: Premio Joe Pollack y Joe Williams al mejor largometraje de ficción por Les Héritiers.
- Price 2015 Consejo Representativo de Instituciones Judías en Francia para La profesora de historia.

### Nominaciones y selecciones
- César 2010: César a la mejor ópera prima por The First Star [13]
- Festival de Cine Francófono de Tubinga - Stuttgart 2012: premio de ayuda a la distribución de Bowling.
- Festival de Cine Internacional de Derechos Humanos de Núremberg 2015: selección en concurso para el premio del jurado Open Eyes por Les Héritiers.
- Festival de Locarno 2016: selección en competencia para el premio Variety Piazza Grande por El cielo esperará
- Premio Light 2017: Premio de iluminación al mejor guion por The Sky Will Wait